# Brantigny
Brantigny és un municipi francès, situat al departament dels Vosges i a la regió del Gran Est. L'any 2007 tenia 176 habitants.

## Demografia

### Població
El 2007 la població de fet de Brantigny era de 176 persones. Hi havia 72 famílies, de les quals 16 eren unipersonals (4 homes vivint sols i 12 dones vivint soles), 24 parelles sense fills, 28 parelles amb fills i 4 famílies monoparentals amb fills.
La població ha evolucionat segons el següent gràfic:
Habitants censats

### Habitatges
El 2007 hi havia 78 habitatges, 69 eren l'habitatge principal de la família, 1 era una segona residència i 8 estaven desocupats. 74 eren cases i 4 eren apartaments. Dels 69 habitatges principals, 64 estaven ocupats pels seus propietaris, 4 estaven llogats i ocupats pels llogaters i 1 estava cedit a títol gratuït; 3 tenien tres cambres, 29 en tenien quatre i 37 en tenien cinc o més. 47 habitatges disposaven pel capbaix d'una plaça de pàrquing. A 34 habitatges hi havia un automòbil i a 30 n'hi havia dos o més.

### Piràmide de població
La piràmide de població per edats i sexe el 2009 era:
| Homes | Edats   | Dones |
| ----- | ------- | ----- |
| 0     | 95 o +  | 0     |
| 0     | 90 a 94 | 4     |
| 4     | 85 a 89 | 0     |
| 0     | 80 a 84 | 0     |
| 4     | 75 a 79 | 0     |
| 0     | 70 a 74 | 0     |
| 8     | 65 a 69 | 4     |
| 8     | 60 a 64 | 8     |
| 4     | 55 a 59 | 8     |
| 8     | 50 a 54 | 4     |
| 0     | 45 a 49 | 4     |
| 0     | 40 a 44 | 8     |
| 8     | 35 a 39 | 4     |
| 4     | 30 a 34 | 4     |
| 8     | 25 a 29 | 4     |
| 0     | 20 a 24 | 8     |
| 4     | 15 a 19 | 0     |
| 4     | 10 a 14 | 0     |
| 4     | 5 a 9   | 4     |
| 8     | 0 a 4   | 4     |

## Economia
El 2007 la població en edat de treballar era de 104 persones, 73 eren actives i 31 eren inactives. De les 73 persones actives 69 estaven ocupades (42 homes i 27 dones) i 4 estaven aturades (1 home i 3 dones). De les 31 persones inactives 12 estaven jubilades, 5 estaven estudiant i 14 estaven classificades com a «altres inactius».

### Ingressos
El 2009 a Brantigny hi havia 78 unitats fiscals que integraven 203 persones, la mediana anual d'ingressos fiscals per persona era de 15.976 €.

### Activitats econòmiques
Dels 5 establiments que hi havia el 2007, 2 eren d'empreses de construcció, 1 d'una empresa de comerç i reparació d'automòbils, 1 d'una empresa immobiliària i 1 d'una empresa de serveis.
Dels 3 establiments de servei als particulars que hi havia el 2009, 1 era un guixaire pintor, 1 fusteria i 1 agència immobiliària.
L'any 2000 a Brantigny hi havia 3 explotacions agrícoles.

## Equipaments sanitaris i escolars
El 2009 hi havia una escola elemental integrada dins d'un grup escolar amb les comunes properes formant una escola dispersa.

## Poblacions més properes
El següent diagrama mostra les poblacions més properes.